# 문벌귀족
문벌귀족(門閥貴族)은 고대 중국과 고려의 사회 지배층이다. 
한국의 문벌귀족은 977년부터 1170년 음력 8월 30일까지 주도권을 잡았던 귀족 세력으로, 신라 말에 등장한 호족, 6두품, 개국 공신들이 고려시대에 들어와 문벌 귀족이 되었다. 문벌 귀족은 5품 이상의 관리를 말하며, 정치적으로 음서 제도, 경제적으로 공음전의 특권이 주어졌다. 왕실과의 혼인을 통해 권력을 유지하였다. 1170년 음력 8월 30일에 일어난 무신정변으로 무신정권에게 주도권을 빼앗기고 일시적으로 몰락했으나 최우의 문신 친화 정책으로 인해 어느정도 권력을 되찾았으며 이후 권문세족에 흡수되었다.